# Robert Lechner
Robert Lechner (Bruckmühl, 22 gennaio 1967) è un ex pistard tedesco.

## Palmarès

### Olimpiadi
- 1 medaglia:
  - 1 bronzo (Seul 1988 nel km a cronometro[1])